# Flavianus I van Antiochië
Flavianus I was patriarch van Antiochië van 381 tot 404.

## Context
Ten tijde van zijn voorganger Meletius van Antiochië brak er in het bisdom Antiochië een schisma uit. Na de verbanning van patriarch Eustathius van Antiochië scheurde een deel van de gelovigen zich af en koos een eigen patriarch. De eerste was Euzoius, de tweede was Paulinus. Paulinus was nog actief toen Flavianus werd verkozen. Na de dood van Paulinus in 388 werd Evagrius gekozen.
Toen Evagrius in 393 stierf, slaagde Flavianus er in dat er geen opvolger werd gekozen. Dankzij de voorspraak van de patriarch van Constantinopel Johannes Chrysostomus en de steun van keizer Theodosius I werd Flavianus erkend als enige bisschop van Antiochië.
Hij was een persoonlijke vriend van Diodorus van Tarsus.